# Caenotropus maculosus
Caenotropus maculosus es una especie de peces de la familia Chilodontidae en el orden de los Characiformes.

## Morfología
Los machos pueden llegar alcanzar los 10,8 cm de longitud total.
- Número de  vértebras: 31-32.[1][2]

## Hábitat
Vive en zonas de clima tropical. 

## Distribución geográfica
Se encuentran en Sudamérica:  cuenca del río Cuyuni (este de Venezuela), ríos  Esequibo y  Cuyuni (Guayana), río Corentín (Surinam y Guayana) y río Maroni (Surinam y la Guayana Francesa ).